# Sosopan (Sosopan)
Sosopan is een bestuurslaag in het regentschap Padang Lawas van de provincie Noord-Sumatra, Indonesië. Sosopan telt 895 inwoners (volkstelling 2010).